# Folke Nordangård
Folke Olof Nordangård, född 6 juli 1914, död 30 november 2005, var en journalist och författare. Han var både ordförande i nykterhetsorganisationen Sveriges Blåbandsförbund och redaktör för dess tidning Blå Bandet. Dessutom skrev han Blåbandsrörelsens sång. Folke Nordangård var även lekmannapredikant inom Svenska Missionsförbundet.
Nordangård arbetade som journalist på Nya Vernamo Tidning, Dagen, Svenska Morgonbladet och Svenska Journalen. De sista yrkesverksamma åren var han förlagschef på Halls förlag i Jönköping. Han skrev också ett antal romaner, noveller och barnböcker.
Samtidigt som Folke Nordangård var ordförande i Sveriges Blåbandsförbund var hans son Magnus Nordangård (född 1940) ordförande i Sveriges Blåbandsungdom.
Folke Nordangård var även far till journalisten Per Nordangård och till Johan Nordangård, tidigare rektor för Södra Vätterbygdens folkhögskola.
Folke Nordangård är begraven på Slottskyrkogården i Jönköping.